# Jakob Jud
Jakob Jud (Wängi, 12 gennaio 1882 – Seelisberg, 15 giugno 1952) è stato un linguista e filologo svizzero.

## Biografia
Dopo aver studiato all'Università di Zurigo e alle università di Parigi e Firenze, Jud fu professore di linguistica romanza e letteratura francese antica all'Università zurighese dal 1922 al 1950. Negli studi romanzeschi si concentrò sulla dialettologia dell'italiano, del francese e del romancio, nonché sull'onomasiologia.
Sotto l'influenza del suo insegnante Heinrich Morf, lavorò per fondare la geografia linguistica di Jules Gilliéron grazie alle ricerche effettuate con il metodo "Words and Things", un filone di ricerca linguistica ed etnografica. Le interazioni tra cultura e lingua costituirono il centro della sua ricerca. Insieme a Karl Jaberg progettò l'Atlante linguistico ed etnografico dell'Italia e della Svizzera meridionale (AIS), pubblicato in otto volumi tra il 1928 e il 1940 con la collaborazione degli esploratori Paul Scheuermeier, Gerhard Rohlfs e Max Leopold Wagner.
Jud si oppose all'irredentismo dei fascisti italiani, che classificavano il romancio grigione come dialetto italiano, con argomenti linguistici.
Successivamente fu redattore della rivista scientifica Vox Romanica insieme ad Arnald Steiger. Tra i suoi studenti figuravano, tra gli altri, Rudolf Hotzenköcherle e Fritz Gysling.

## Opere principali
- Atlante linguistico ed etnografico dell'Italia e della Svizzera meridionale (insieme a Karl Jaberg), voll. 1–8, 1928.
- L'atlante linguistico come strumento di ricerca (insieme a Karl Jaberg), 1928.
- Storia delle lingue romanze e geografia linguistica, 1973.